# Tour de Frise
Le Tour de Frise (en néerlandais : Profronde van Friesland ; en frison occidental : Profronde van Fryslân) est une course cycliste néerlandaise disputée en Frise. Il a été créé en 2004 sous le nom de Noord Nederland Tour (en français : Tour du Nord des Pays-Bas), en catégorie 1.3. En 2005, il a intégré l'UCI Europe Tour, en catégorie 1.1. Il a depuis changé de nom à deux reprises, s'appelant Profronde van Friesland en 2007 puis Batavus Prorace en 2008.

## Palmarès
| Année | Vainqueur          | Deuxième        | Troisième         |
| ----- | ------------------ | --------------- | ----------------- |
| 2004  | 22 coureurs        | 22 coureurs     | 22 coureurs       |
| 2005  | Stefan van Dijk    | Steven de Jongh | Marco Bos         |
| 2006  | Aart Vierhouten    | Mathew Hayman   | Roy Curvers       |
| 2007  | Maarten den Bakker | Roy Curvers     | Arne Hassink (nl) |
| 2008  | Gert Steegmans     | Marcel Sieberg  | Stefan van Dijk   |
| 2009  | Kenny van Hummel   | Maarten Neyens  | Bart Vanheule     |
| 2010  | Markus Eichler     | Bram Schmitz    | Wouter Mol        |